# 黃玉霖
黃玉霖（1995年1月15日—），為屏東縣南州鄉人，台灣競速滑輪溜冰運動員。生於屏東縣南州鄉的黃玉霖，曾在第16屆亞洲溜冰錦標賽奪下青年組團體賽冠軍，這也是他人生中首面國際賽事金牌。
在2022年亞洲運動會中，和趙祖政、陳彥成、柯福軒共同奪得3000公尺接力賽金牌。在對上韓國隊時堅持奮戰到最後一刻，在數度落後、不斷拉鋸的情況下以0.01秒的差距逆轉奪金，動人畫面不僅鼓舞全場，也體現最佳的運動員精神。
在2023年台南全運會男子滑輪溜冰競速1000公尺爭先賽決賽，黃玉霖成為遭到逆轉的苦主，他在最後一個彎道突圍取得領先後在即將抵達終點的前一刻舉起雙手慶祝，但同時間其亞運隊友趙祖政重現了黃玉霖在亞運的「神來一腳」以0.03秒的差距提前衝線。